# C-3PO
C-3PO（シースリーピーオー／シースリーピオ、See-Threepio）は、アメリカのSF映画『スター・ウォーズ』シリーズの登場人物（ロボット/ドロイド）。通称3PO。

## 概要
プロトコル（儀礼・通訳用）ドロイドで、様々な人種が存在しているスター・ウォーズ世界で、それら種族の仲立ちとして相互作用できるように設計されている。600万を越す宇宙言語を使え、暗号、各種族の儀礼にも精通しており、高いスペックを誇るが、初対面の人には必ず自身の性能を自慢するなど、やかましい性格でもある。イギリス英語のアクセントで話す。人間の行動や心理への理解があると豪語しているが、常時しゃべりまくる性格から鬱陶しがられており、非常に重要なことを伝えようとしても相手にされていない場面も多く、挙句の果てには電源を切られてしまったりと、その空回り具合が笑いを誘う。
金色をベースに、右足の膝から下のみ銀色の、ヒューマノイド型のボディと、いつも前に突き出した格好の二本の腕を持つが、あまり運動能力は高くなく、常にぎこちなく歩いている。しかし言語面での能力はすばらしく、あらゆる言語に精通し、未開民族とすらコミュニケーションを行うことが出来、加えて内蔵シンセサイザーは耳（マイク）で聴き取った音を正確に再現することもできる。コンピューター機器のオペレートやプログラミングも得意としている。クルーザーやランドスピーダーのような宇宙船・乗り物の運転も可能だが、独特な設定をされているミレニアム・ファルコンはうまく操縦できない。また、先述の通り歩き方はぎこちないものの、歩行スピード自体はそれなりにあり、緊急時には人間の駆け足程度の速さで移動することも可能。
黒澤明監督を敬愛しているルーカスは自ら、『スター・ウォーズ』（1977年）のアイデアを、『隠し砦の三悪人』を元に考えたと話している。『スター・ウォーズ』の冒頭シーンやラストシーンも、この作品のそれを模したとみられる。 C-3POとR2の元ネタとなったのは、この作品の登場人物、太平（千秋実）と又七（藤原釜足）である。
名前の由来は特になく、先に名前の決まっていたR2-D2の相棒に相応しい名前として、アルファベットと数字を延々と組み合わせた結果行きついたものである。

### 生い立ち
『エピソード1』の中で、C-3PO は後のダース・ベイダーであるアナキン・スカイウォーカーの手によって、廃品を結集し作られたことがわかる。アナキンは当初、惑星タトゥイーンにてワトーの下で奴隷として働く母親を手伝わせたいと考えていたようである。3POの「3」には、アナキンとシミの3番目の家族という意味が込められている。
しかしアナキンのずば抜けたフォース能力に着目したクワイ＝ガン・ジンはジェダイとして育てるべくアナキンを引き取ったため、C-3POは半完成状態で外装をつけられないまま、タトゥイーンに残された。しかしその後、アナキンの母シミ・スカイウォーカーによって銅板の外装を付けられ（映画『エピソード2』のカットシーンには、アナキンと共に再びタトゥイーンを訪れたパドメ・アミダラによって外装が取り付けられるシーンが存在する）、再びタトゥイーンを訪れたアナキンに引き取られた。
アナキンとパドメが結婚した後はパドメに仕えていて（小説版『エピソード3』では、アナキンからパドメに贈り物として渡されたことになっている）、本人曰く、外交儀礼に恥じぬよう、外装を金色の物に取り替えられたが、パドメの死後はその双子の子供、ルークとレイアの存在をシスから隠すため、レイアの養父、ベイル・プレスター・オーガナ議員の指示で記憶をリセット（消去）されてしまい、R2-D2と共にオーガナの部下であるレイマス・アンティリーズや、成長して元老院議員となったレイアに仕えていた。なお、『エピソード4』までの時点で詳細は不明ながら、先述の金一色の姿から、右足の膝から下のみ銀色の姿へと変わっている。さらに、『エピソード7』では左腕が赤色になっている（ラストシーンでは金色に戻されている）。これは『エピソード7』の前日譚である短編コミック「C-3PO」でこの変更の経緯が語られており、レジスタンスの秘密任務に出た際、強酸の雨が降る惑星トールで猛獣キャン＝セルに左腕をもぎ取られ、酸に侵され倒れてしまった同胞のプロトコル・ドロイドのO-MR1の腕を友情の証として移植したとの事。
同型機で色違いのTC-14やK-3PO、型が異なったRA-7などが様々な場所に存在している。このことから3POタイプのドロイドは比較的メジャーな形態であることが窺える。

### 作中の描写
悪運がかなり強いらしく、修理不可能なほど完全に破壊されるような悲運には遭っていないが、たびたび戦火の中に放り込まれ、酷い仕打ちを受けている。
『エピソード2』ではバトル・ドロイド製造ラインに巻き込まれて胴体と頭が分離され、それぞれにバトル・ドロイドの頭部と胴体を取り付けられてジオノーシスの戦いに巻き込まれる。この時、胴体はバトル・ドロイドのプログラムのコントロール下に置かれる一方、頭は会話こそできるもののバトル・ドロイドの胴体のコントロールが全く出来ずにジェダイ相手の戦闘を不本意ながら行い、戦闘中には胴体のプログラムが頭に干渉して「死ね!ジェダイめ!」と言ってから「私、何か言った?」と呟く一幕もあったが、最後にはR2-D2によって頭と胴体を再接続されて修復される。なお、自分とは全く異なるバトル・ドロイドと接続された影響か、C-3PO自身は修復された直後にR2-D2に向かって「何だかとってもヘンな夢を見ていた」と語り、戦闘中のことははっきり覚えていない様子を見せた。『エピソード5』では惑星ベスピンのクラウド・シティにてストームトルーパーの銃撃を受けてバラバラにされ、チューバッカが修理するも頭部を前後逆に取り付けられる。実はこの時、ダース・ベイダーは破壊されたC-3POを検分し、一度は処分を命じるものの、過去にアナキンであった頃の自身が作成したことを懐かしみ、レイア達に返した。
そのような彼であるが、『エピソード6』ではその金ピカの設えが功を奏したのか、エンドアの原住民イウォークに神と間違えられ、それがイウォークの反乱軍への協力へとつながる（エンドアの戦い）。
R2-D2とは、彼が初めて起動された際に「裸である」とバカにされ、そこから長い付き合いが始まる。エピソード1から3までは仲のよい友達同士のような態度で接するが、エピソード3のラストで記憶が消去されたことがきっかけでやや性格が変わり、R2とはことあるごとに口喧嘩をしていて、電子音しか発することのできないR2の言葉を唯一、主人たちへ通訳できる存在でもあるという自負からか、R2にだけは強気に出て嫌味を言い、何かあればすぐR2のせいにするところが見られるようになった。喧嘩をR2に売るたびにR2が言い負かすのであと先考えず口走ってしまう癖がある。
デザインは、映画『メトロポリス』に登場したヒューマノイド・マリアを基にしている。なお、上記のように首と胴体をバラバラにしてもある程度意識を持っていたので、首と胴体とは別の回路からなっているとも考えられる。その時は先述のようにジェダイへの暴言を吐くようになるなど性格の一部にバトル・ドロイドの意識が介在してしまっていた。
『オリジナル・トリロジー（エピソード4～6）』の設定では、作動開始から112年が経っているとされていた。しかし、『エピソード1』公開時に、ルーカスフィルムにより、C-3POを構築している重要なフレーム（人間でいうところの骨格）については、アナキン・スカイウォーカーが彼の主人であるワトーのジャンク・ショップから必要な部品をあさり、長い時間をかけて組み上げた、という設定が新たにされた。つまり、C-3POを形づくっている重要な部品は、『エピソード1』より80年以上前にサイボット・ギャラクティカ社により組み立てられ、その後廃棄されたものを再度組み立てた、すなわち「製造された状態のまま112年以上が経過したドロイド」ではなく、「112年以上前の部品が使用されているドロイド」というのが『エピソード4～6』の設定になる。
『シークエル・トリロジー（エピソード7～9）』では新しく登場したBB-8が多く出番を務め、C-3POの出番は減った。『エピソード9』においてはシスのウェイファンダーへの手掛かりとなる文字がシス語で書かれたナイフを発見したものの、シス語翻訳禁止プログラムでブロックされていた。しかし、バイパス手術により、読み上げに成功。一方、その副作用で記憶を一時失っていた（のちにR2-D2の記憶をバックアップとして復元）。

## 配役・吹き替え

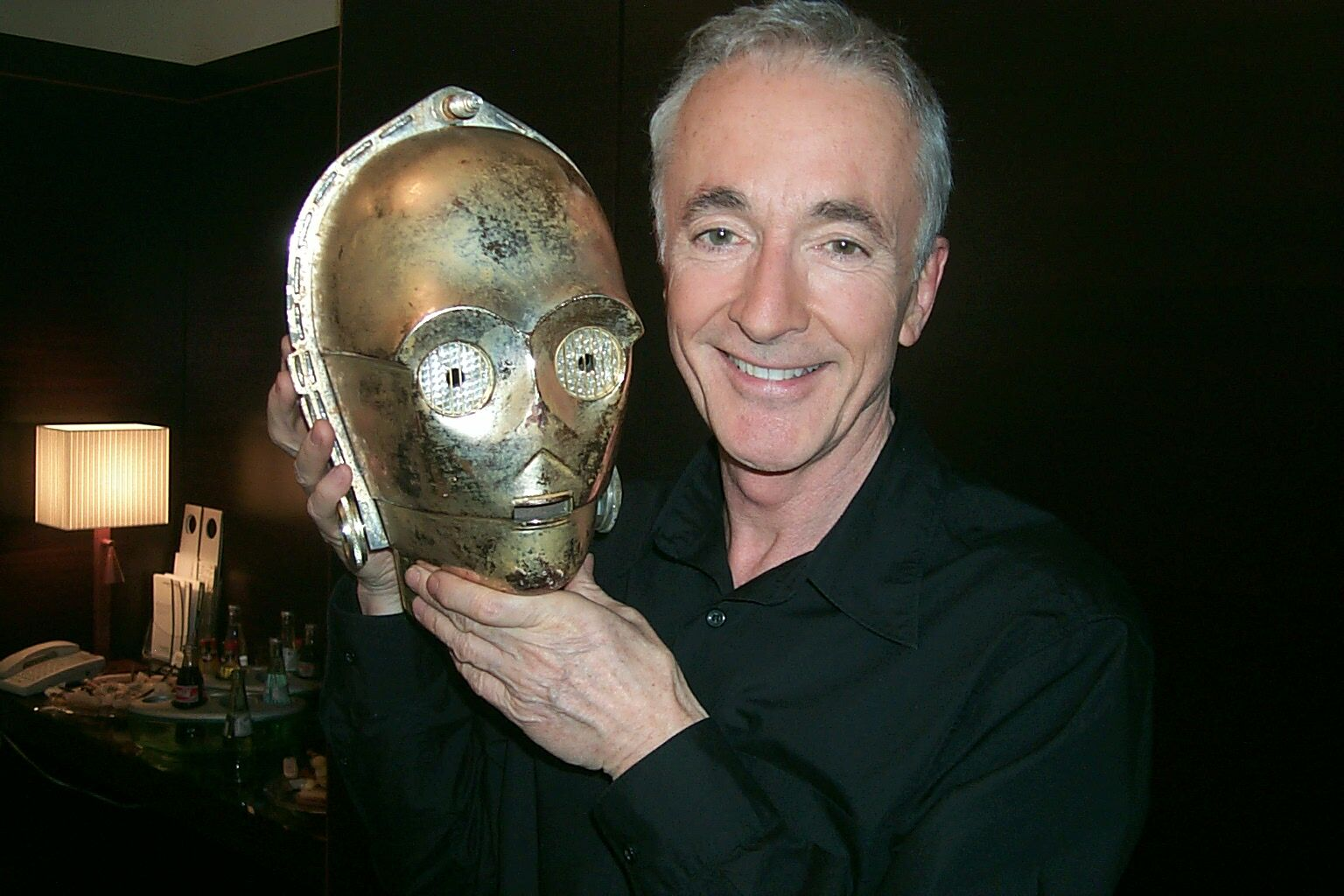
アンソニー・ダニエルズ

C-3POの声は演技と共にアンソニー・ダニエルズが担当しているが、最初はプロの声優に任せようと言う話があった。しかし、プロの声優がダニエルズの声を聞き、差し替えは不必要なのではないかと言ったため、そのままダニエルズが担当することになった。
実写作品ではダニエルズ自身がロボットスーツを着て演じているが、『エピソード1』では（まだ外装を取り付けていない状態という劇中設定故に）内部機構が露出したデザインのために中に入り演ずることは不可能であった。CG化する案もあったが、日本の人形浄瑠璃にヒントを得て、後ろから人間が操作するパペットにより演じられた。操演はILMの模型部門マイク・リンチが担当、声は従来どおりアンソニー・ダニエルズがあてることとなり、CGで操演師を消去する方法が採られた。
『エピソード3』では、デジタル加工でカメラやスタッフの映り込みを除去している。
ゲーム作品ではトム・ケインが声を担当することが多い。

### 日本語吹替
- 『エピソード4』レコード版：三橋洋一
- 『エピソード4・5』劇場公開版：高山栄
- 『エピソード4』日本テレビ初回放送版、『エピソード4〜6』日本テレビ版・ソフト版、東京ディズニーランド『スター・ツアーズ』、『ミッキーのスペース・ファンタジー』：野沢那智
- 『エピソード5』テレビ朝日版：富山敬
- 『エピソード1〜3』以降の各種作品、『エピソード4』日本テレビ'02年版、パチンコ『CRフィーバースター・ウォーズ ダース・ベイダー降臨』、東京ディズニーランド『スター・ツアーズ:ザ・アドベンチャーズ・コンティニュー』、『シュガー・ラッシュ:オンライン』：岩崎ひろし※専属声優
- アニメ『スター・ウォーズ ドロイドの大冒険』VHS版、ゲーム『スター・ウォーズ ローグ スコードロン II』、『スター・ウォーズ ローグ スコードロン III』：田中秀幸
- ゲーム『スター・ウォーズ ギャラクティック・バトルグラウンド』：掛川裕彦
- アニメ『ヨーダ・クロニクル』、『ドロイド・テイルズ』、『フィニアスとファーブ/スターウォーズ大作戦』：飛田展男

## ギャラリー

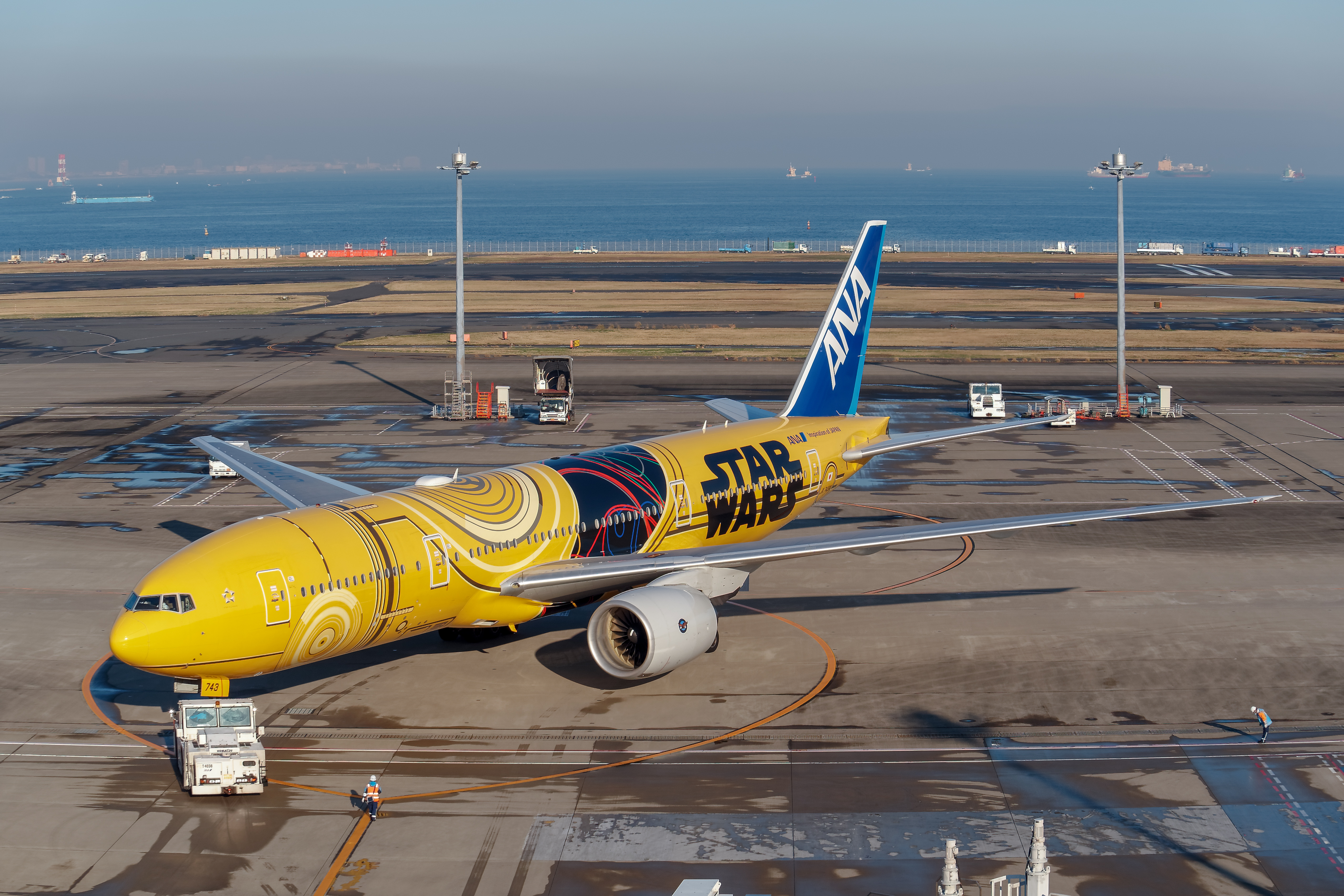
ANAのC-3PO特別塗装機

## 競売
- 2024年、C-3POの頭部が、1億2500万円で落札された[12]。